# Arto Paasilinna
Arto Tapio Paasilinna (Kittilä, 20 de abril de 1942-Espoo, 15 de octubre de 2018) fue un escritor y periodista finlandés, autor en finés de treinta y cinco novelas (hasta enero de 2010). Su libro más exitoso, Jäniksen vuosi (1975; tr. El año de la liebre, 1998) se ha traducido a dieciocho lenguas y cuenta con dos versiones cinematográficas. Siete de sus novelas han sido traducidas al español.

## Biografía
Nació en la Laponia finlandesa. Cuando contaba con diez años comenzó a enviar sus escritos a publicaciones de Laponia. Durante su juventud se dedicó al periodismo, y a partir de 1972, con la publicación de su primera novela Operación Finlandia, compaginó dicha actividad con la literatura.
En 1975 su nombre empezó a sonar con El año de la liebre (Ediciones de la Torre). Por aquel entonces, le asignaron la invención de un nuevo género: la novela de humor negro ecológico. En la década de los noventa, su nombre trascendió de su Finlandia natal, llegando a Francia e Italia.
Su producción literaria fue muy extensa. Como escritor, publicó una media de un libro al año hasta 2009. Ese año, un infarto cerebral le obligó a ingresar en un hospital y posteriormente en un asilo en la ciudad finesa de Espoo, donde falleció.

### Ediciones originales
Los títulos en español son para los libros traducidos.

#### Ficción
A enero de 2010 Arto Paasilinna ha publicado las siguientes treinta y cinco novelas:
- 1972 - Operaatio Finlandia
- 1974 - Paratiisisaaren vangit (tr. Prisioneros en el paraíso, 2012)
- 1975 - Jäniksen vuosi (tr. El año de la liebre, 1998)
- 1976 - Onnellinen mies
- 1977 - Isoisää etsimässä
- 1979 - Sotahevonen
- 1980 - Herranen aika
- 1981 - Ulvova mylläri (tr. El molinero aullador, 2004)
- 1982 - Kultainen nousukas
- 1983 - Hirtettyjen kettujen metsä (tr. El bosque de los zorros, 2005)
- 1984 - Ukkosenjumalan poika
- 1985 - Parasjalkainen laivanvarustaja
- 1986 - Vapahtaja Surunen
- 1987 - Koikkalainen kaukaa
- 1988 - Suloinen myrkynkeittäjä (tr. La dulce envenenadora, 2008)
- 1989 - Auta armias
- 1990 - Hurmaava joukkoitsemurha (tr. Delicioso suicidio en grupo, 2007)
- 1991 - Elämä lyhyt, Rytkönen pitkä
- 1992 - Maailman paras kylä
- 1993 - Aatami ja Eeva
- 1994 - Volomari Volotisen ensimmäinen vaimo ynnä muuta vanhaa tavaraa
- 1995 - Rovasti Huuskosen petomainen miespalvelija (tr. El mejor amigo del oso, 2009)
- 1996 - Lentävä kirvesmies
- 1997 - Tuomiopäivän aurinko nousee
- 1998 - Hirttämättömien lurjusten yrttitarha
- 1999 - Hirnuva maailmanloppu
- 2000 - Ihmiskunnan loppulaukka
- 2001 - Kymmenen riivinrautaa
- 2002 - Yhdeksän unelmaa
- 2003 - Liikemies Liljeroosin ilmalaivat
- 2004 - Tohelo suojelusenkeli
- 2005 - Suomalainen kärsäkirja
- 2006 - Kylmät hermot, kuuma veri
- 2007 - Rietas rukousmylly
- 2008 - Neitosten karkuretki
- 2009 - Elävänä omissa hautajaisissa

#### No ficción
Cerca de 14 libros, incluyendo:
- 1964 - Karhunkaataja Ikä-Alpi
- 1971 - Kansallinen vieraskirja, graffiitti eli vessakirjoituksia
- 1984 - Seitsemän saunahullua suomalaista
- 1986 - Kymmenen tuhatta vuotta
- 1998 - Hankien tarinoita
- 2002 - Yhdeksän unelmaa
- 2003 - Sadan vuoden savotta

### Ediciones en español

#### Ficción
A febrero de 2024, se han publicado las siguientes ocho novelas del autor:
- 1998 - El año de la liebre (Jäniksen vuosi, 1975), Ed. de la Torre, ISBN 978-84-7960-198-0
- 2004 - El molinero aullador (Ulvova mylläri, 1981), Ed. Anagrama, ISBN 978-84-339-7030-5
- 2005 - El bosque de los zorros (Hirtettyjen kettujen metsä, 1983), Ed. Anagrama, ISBN 978-84-339-7063-3
- 2007 - Delicioso suicidio en grupo (Hurmaava joukkoitsemurha, 1990), Ed. Anagrama, ISBN 978-84-339-7120-3
- 2008 - La dulce envenenadora (Suloinen myrkynkeittäjä, 1988), Ed. Anagrama, ISBN 978-84-339-7496-9
- 2009 - El mejor amigo del oso (Rovasti Huuskosen petomainen miespalvelija, 1995), Ed. Anagrama, ISBN 978-84-339-7521-8
- 2012 - Prisioneros en el paraíso (Paratiisisaaren vangit, 1974), Ed. Anagrama, ISBN 978-84-339-7851-6
- 2023 - Adán y Eva (Aatami ja Eeva, 1993), Ed. Nórdica, ISBN 978-84-19735-37-9